# Œuvre d'Orient
Pour l’article homonyme, voir Œuvre d'Orient (bulletin).
L'Œuvre d’Orient est une association française fondée en 1856, à but non lucratif et reconnue d'intérêt général. Engagée au service des chrétiens d'Orient, elle intervient dans 23 pays, principalement au Proche-Orient, dans la Corne de l'Afrique, en Europe de l'Est et en Inde. Elle donne aux évêques, aux prêtres et aux communautés religieuses, ainsi qu'à des bénévoles, les moyens d’accomplir leurs missions : éducation, soins et aide sociale, secours aux réfugiés, culture et patrimoine.

L'Œuvre d'Orient a été fondée par des professeurs qui l'ont appelée « L'Œuvre des écoles d'Orient ». 

« La jeunesse est l'espérance d'un peuple. Sans avenir, les nouvelles générations auraient la tentation de la violence extrême. L'éducation est au cœur de nos préoccupations, le principal défi à relever »

— Pascal Gollnisch, directeur général, La lettre aux amis de l'Œuvre d'Orient, no 119, juin 2024.

## Historique

### La fondation
Selon les termes du traité de Paris de 1856, à la fin de la guerre de Crimée, la France devient protectrice des chrétiens de l'Empire ottoman.
Le 4 avril 1856 à 20 heures, la demeure du numéro 13, rue Hautefeuille à Paris, qui appartient à l'avocat Jean Baptiste Julien Mandaroux-Vertamy, accueille des catholiques engagés. Regroupés autour du mathématicien Augustin Cauchy, l’helléniste Charles Lenormant, Alfred de Falloux, Charles de Montalembert et le père Xavier de Ravignan fondent l’Œuvre des écoles d’Orient, afin de soutenir les écoles religieuses francophones implantées dans l’Empire ottoman, notamment au Liban.
Son premier directeur est le futur cardinal Lavigerie. Elle est reconnue œuvre d’Église en 1858 par le pape Pie IX.
L'association connaît un fort développement, en 1860, à la suite de la mobilisation provoquée par le massacre des chrétiens au Mont-Liban et à Damas.
Félix Charmetant, défenseur de la cause arménienne, est nommé par le cardinal Lavigerie procureur pour ses affaires à Paris ; il lui demande d'assurer une présence active auprès de l'Œuvre des écoles d'Orient, qu'il dirige à partir de 1883. En 1886, le cardinal Lavigerie le décharge de cette mission pour qu'il se consacre exclusivement à ses nouvelles fonctions. Élevé entre-temps à la dignité de prélat, Félix Charmetant reste directeur de l'Œuvre d'Orient jusqu'à sa mort, en 1921.

### Les commémorations

#### Centenaire de l’Œuvre d’Orient

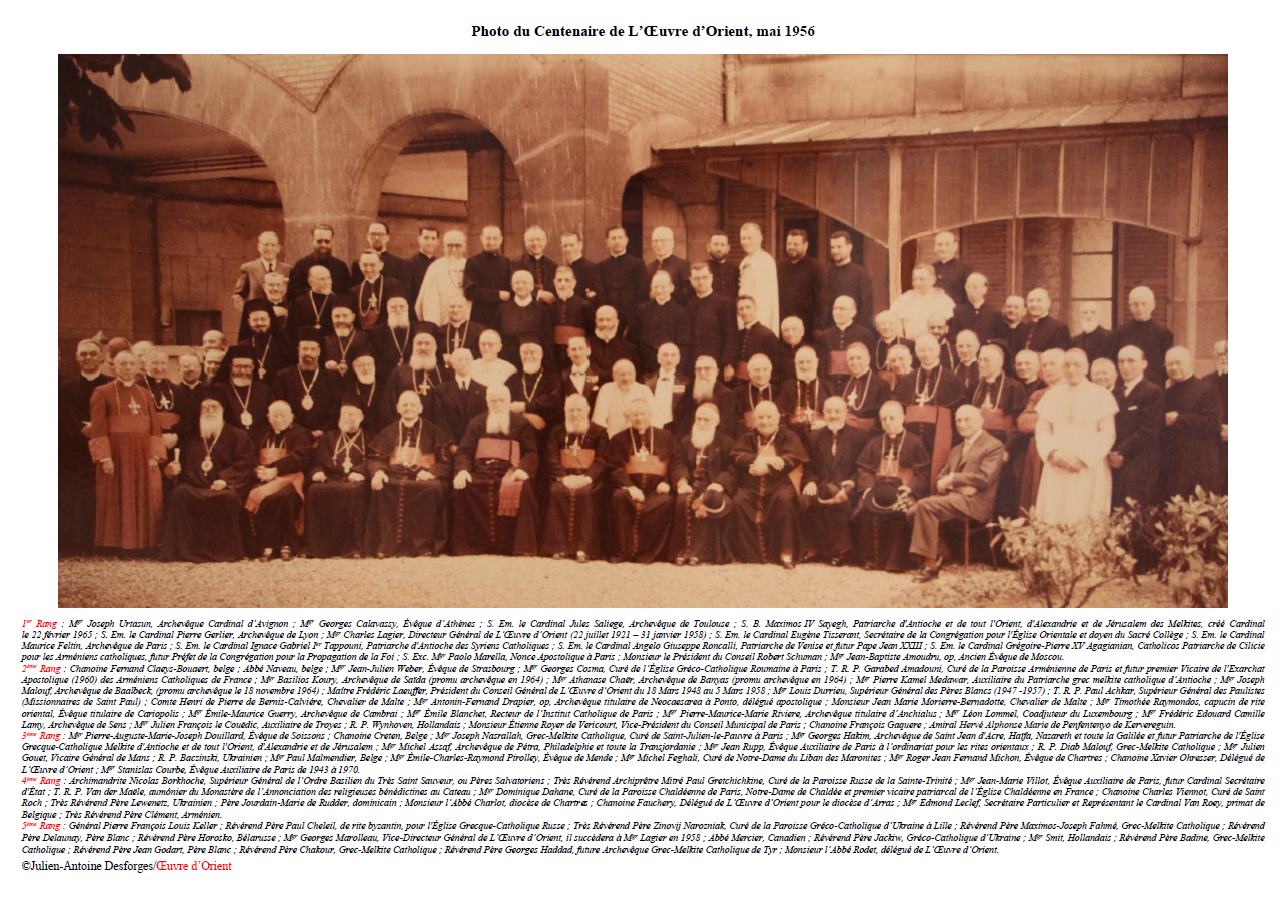
Centenaire de l'Œuvre d’Orient, mai 1956. Parmi les personnalités, le cardinal Roncalli, futur Jean XXIII.

Le 16 mai 1956, l’Œuvre d’Orient fêtait 100 années de service auprès des Églises orientales.

#### 150eanniversaire
En mai 2006, l’Œuvre d’Orient fête le 150e anniversaire de sa fondation, en invitant à Paris et Rome tous les primats, les évêques des Églises catholiques orientales et les supérieurs des congrégations masculines et féminines présentes sur le terrain.

#### 160eanniversaire
En mai 2016, l'Œuvre d'Orient célèbre son 160e anniversaire. Plusieurs événements sont organisés en mai et juin à Lyon, Strasbourg et Paris,. Le directeur général, Pascal Gollnisch, prend la parole pour mobiliser les esprits face au cataclysme qui frappe notamment la Syrie, l’Irak et la Libye,.

### Les personnalités

#### Liste des présidents
- 1856-1858 : Pierre François Joseph Bosquet (maréchal) (président d’honneur)
- 1856-1861 : Pierre Louis Aimé Mathieu (contre-amiral)
- 1861-1864 : Joseph Romain-Desfossés (amiral de France)
- 1869-1892 : Edmond Jurien de La Gravière (vice-amiral)
- 1892-1896 : Henri Garnault (vice-amiral)
- 1896-1916 : Charles-Jean-Melchior de Vogüé (marquis)
- 1916-1930 : Alexandre de La Rochefoucauld[9] (duc d’Estissac)
- 1930-1947 : Eugène Delepoulle (avocat)[10]
- 1948-1958 : Frédéric Laeuffer[11] (notaire du Grand Paris)[12]
- 1958-1976 : Henri Lacaille (sl) (général)
- 1976-1980 : Henri Labrosse-Luuyt (directeur-général adjoint de la Compagnie des Wagons-lits)[13]
- 1980-1991 : Bernard Jacquin de Margerie (inspecteur des Finances)[14]
- 1991-1992 : Maurice Vallery-Radot
- 1992-2008 : Bernard Louzeau (amiral)
- 2008-2021 : Pierre Sabatié-Garat (vice-amiral)[15],[16]
- 2021- : Jean Yves Tolot[17],[18]

#### Liste des directeurs généraux
- 1856-1861 : Charles Martial Lavigerie
- 1861-1872 : Pierre Soubiranne
- 1872-1882 : Étienne Dauphin[19]
- 1883-1921 : Félix Charmetant
- 1921-1958 : Charles Lagier
- 1958-1978 : Georges Marolleau
- 1978-1987 : Georges Vernade
- 1987-1990 : André Boissonnet
- 1990-2001 : Jean Maksud
- 2001-2010 : Philippe Brizard
- 2010- : Pascal Gollnisch

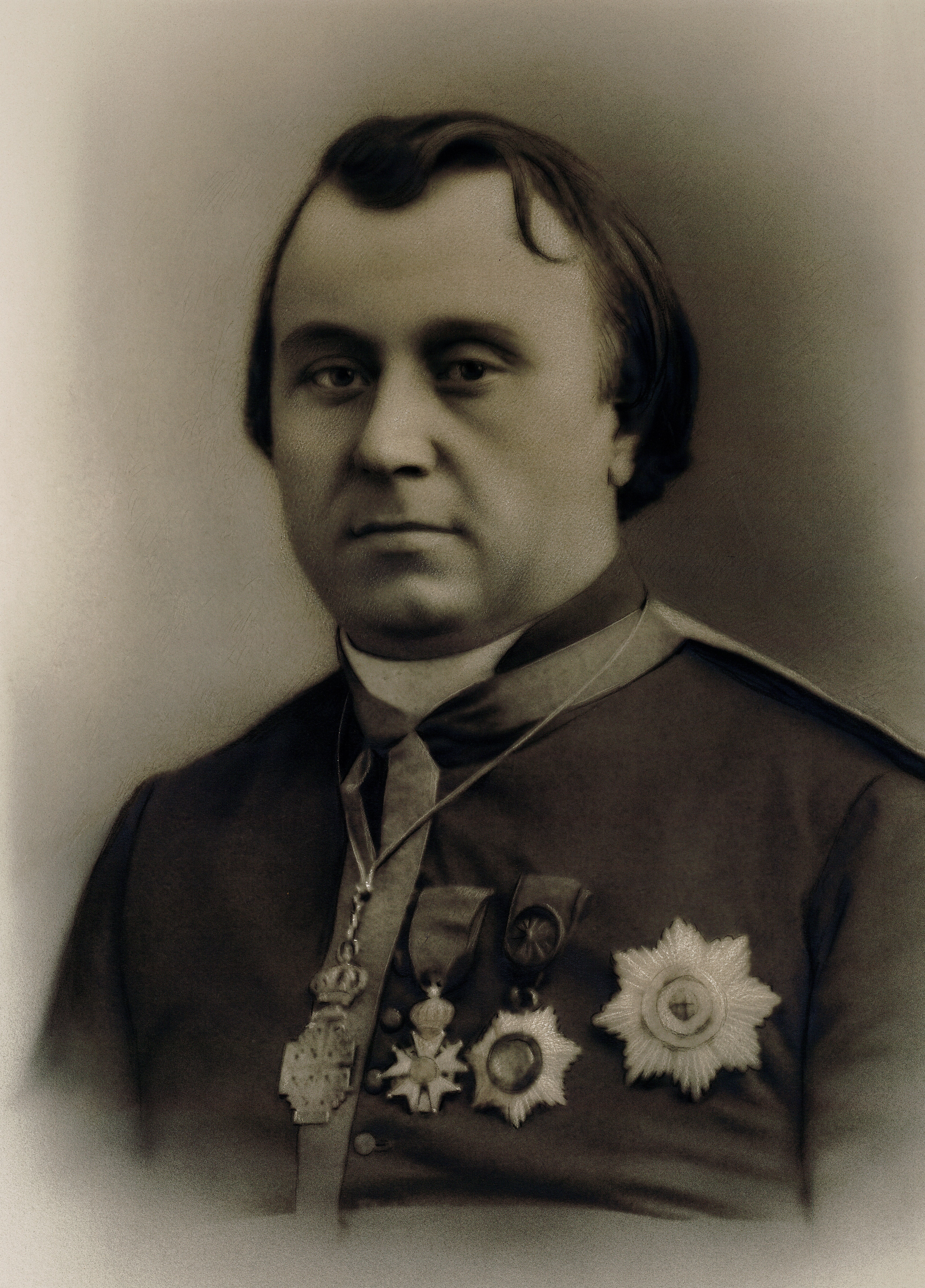
Charles Lavigerie
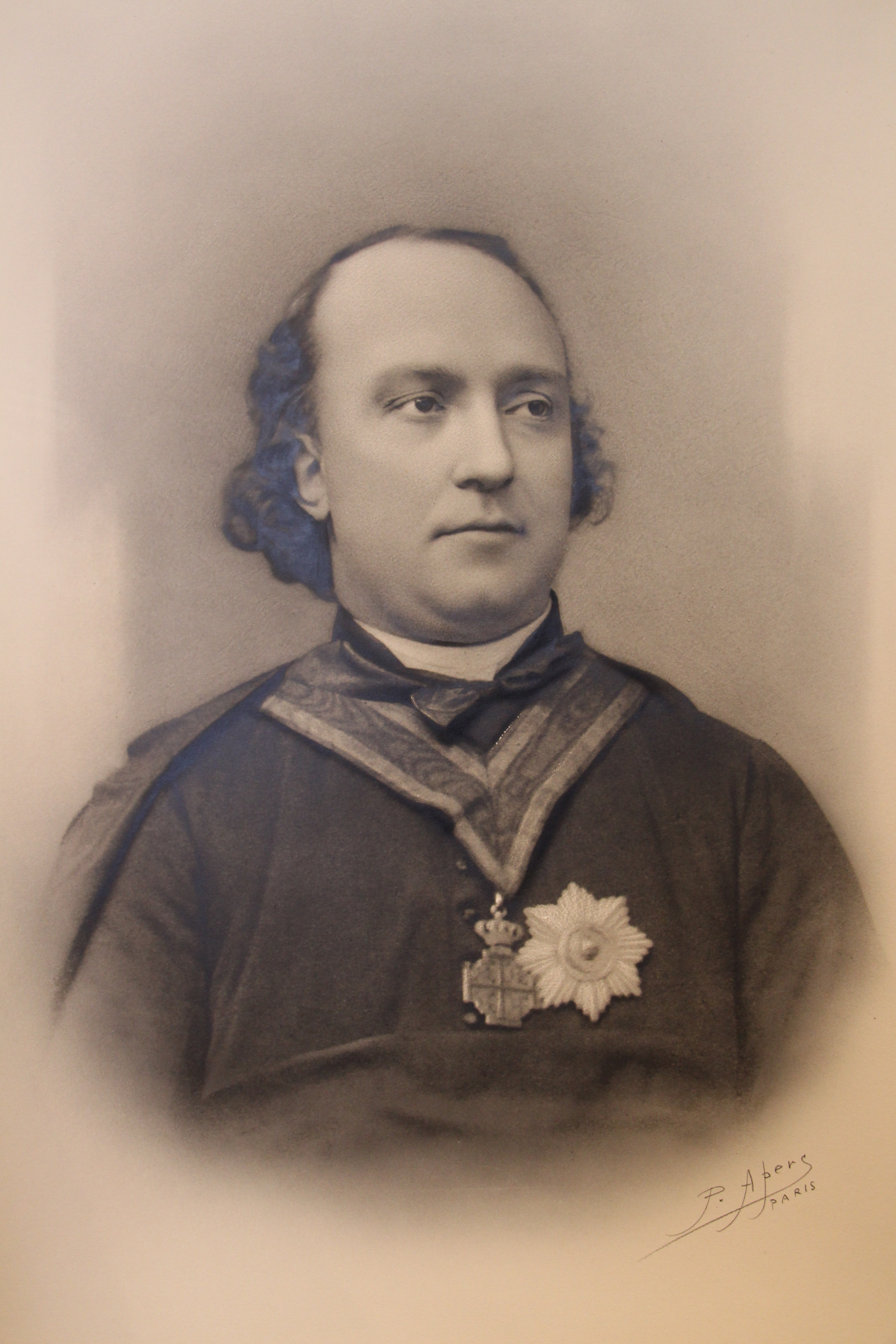
Pierre Soubiranne
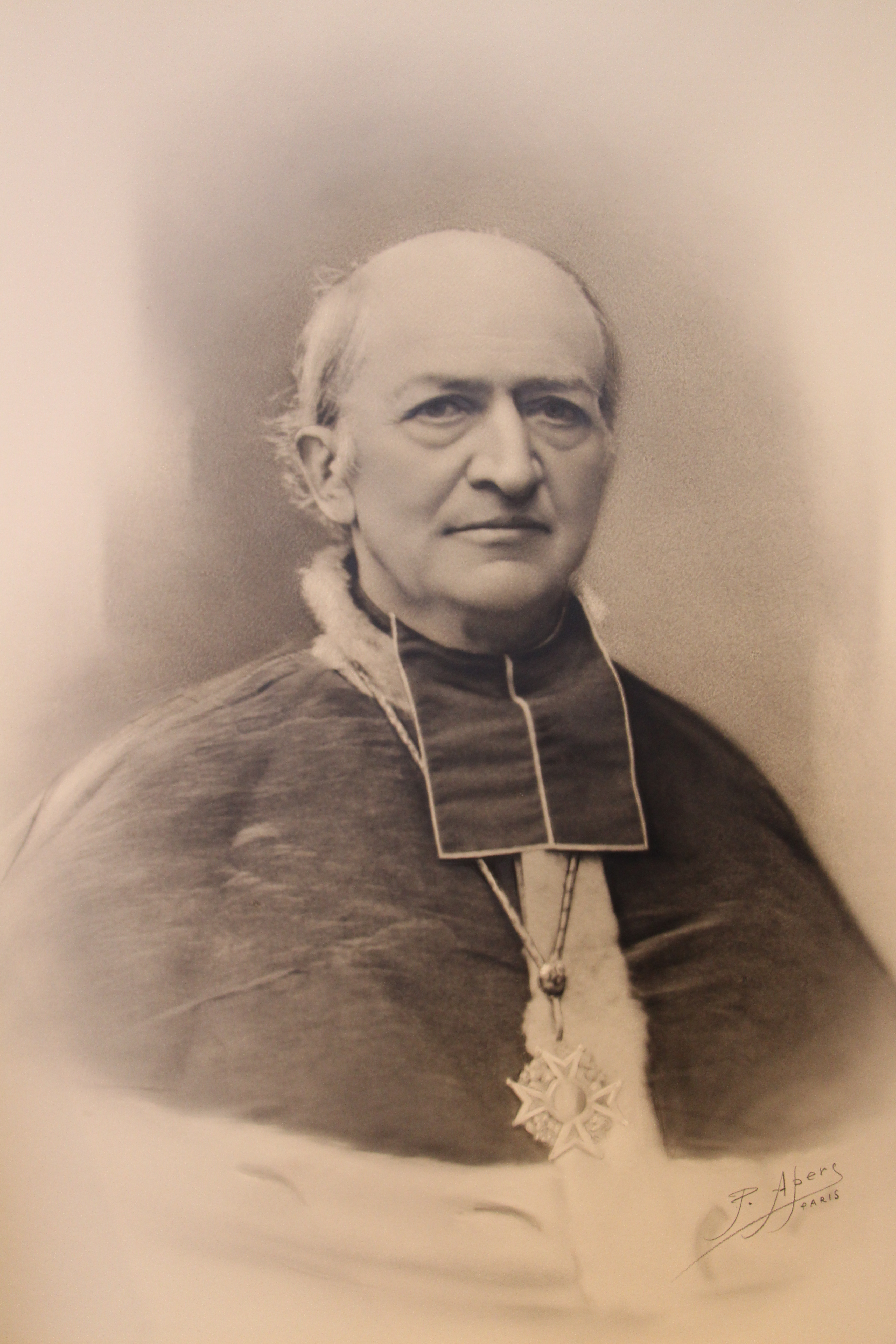
Étienne Dauphin
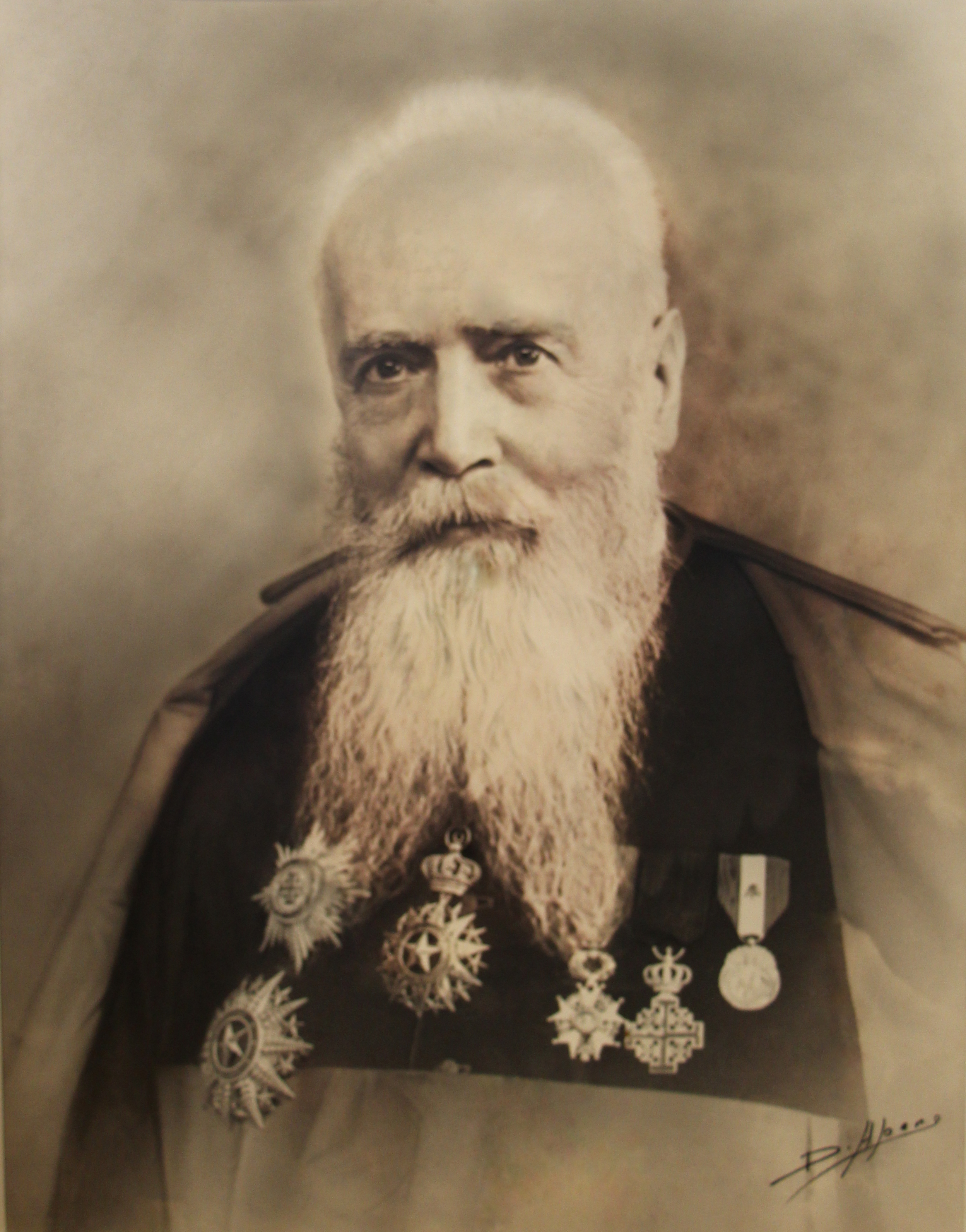
Charles Lagier
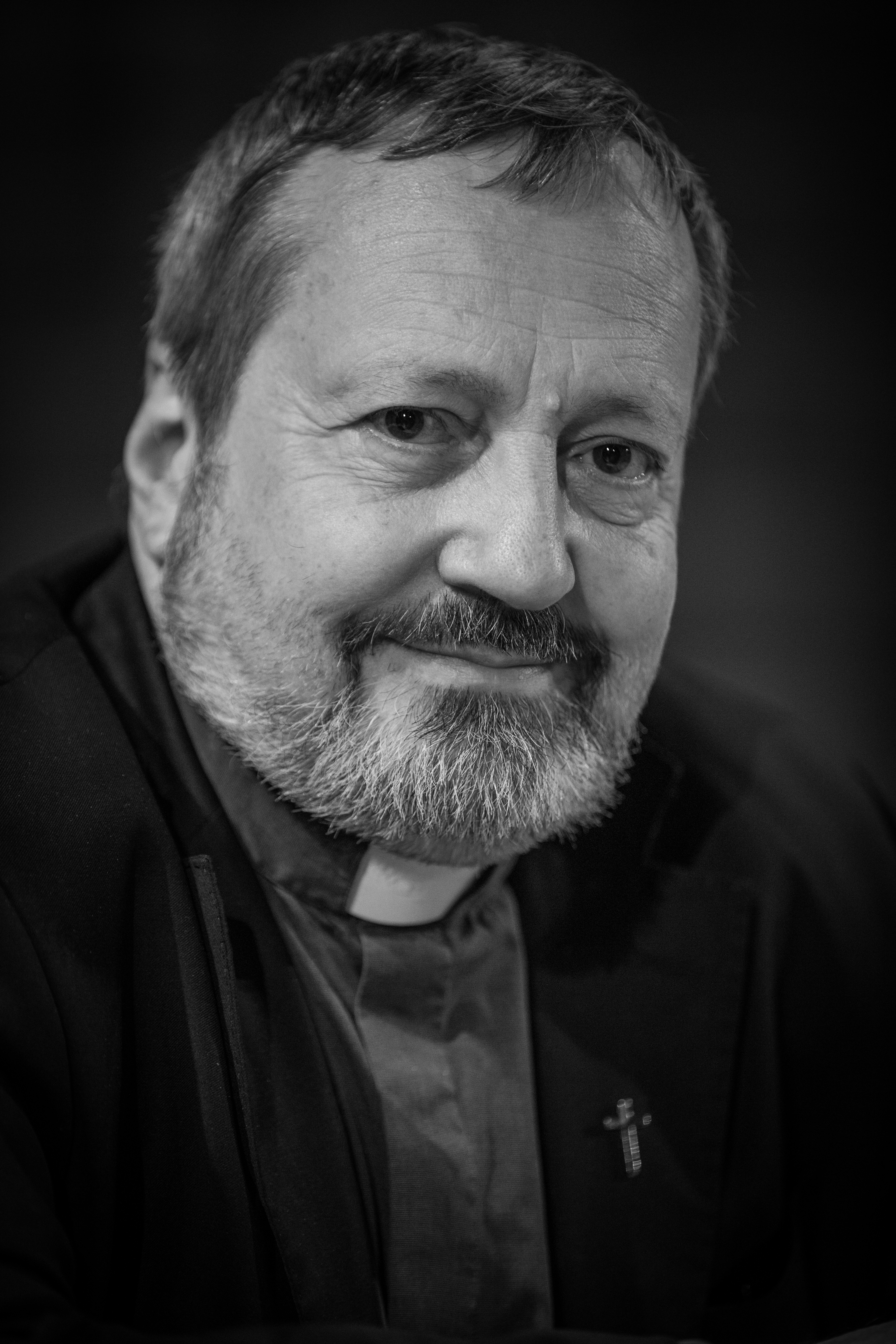
Pascal Gollnisch

## Œuvre d’Orient aujourd’hui

### Statut et mission
L'Œuvre d'Orient est régie par la loi de 1901. Œuvre d'Église, elle est placée sous la protection de l'archevêque de Paris. L'association emploie 50 salariés et s'appuie sur un réseau de 200 bénévoles engagés dans tous les diocèses de France. Des dizaines de volontaires partent chaque année dans les communautés servir aux côtés des chrétiens d'Orient.

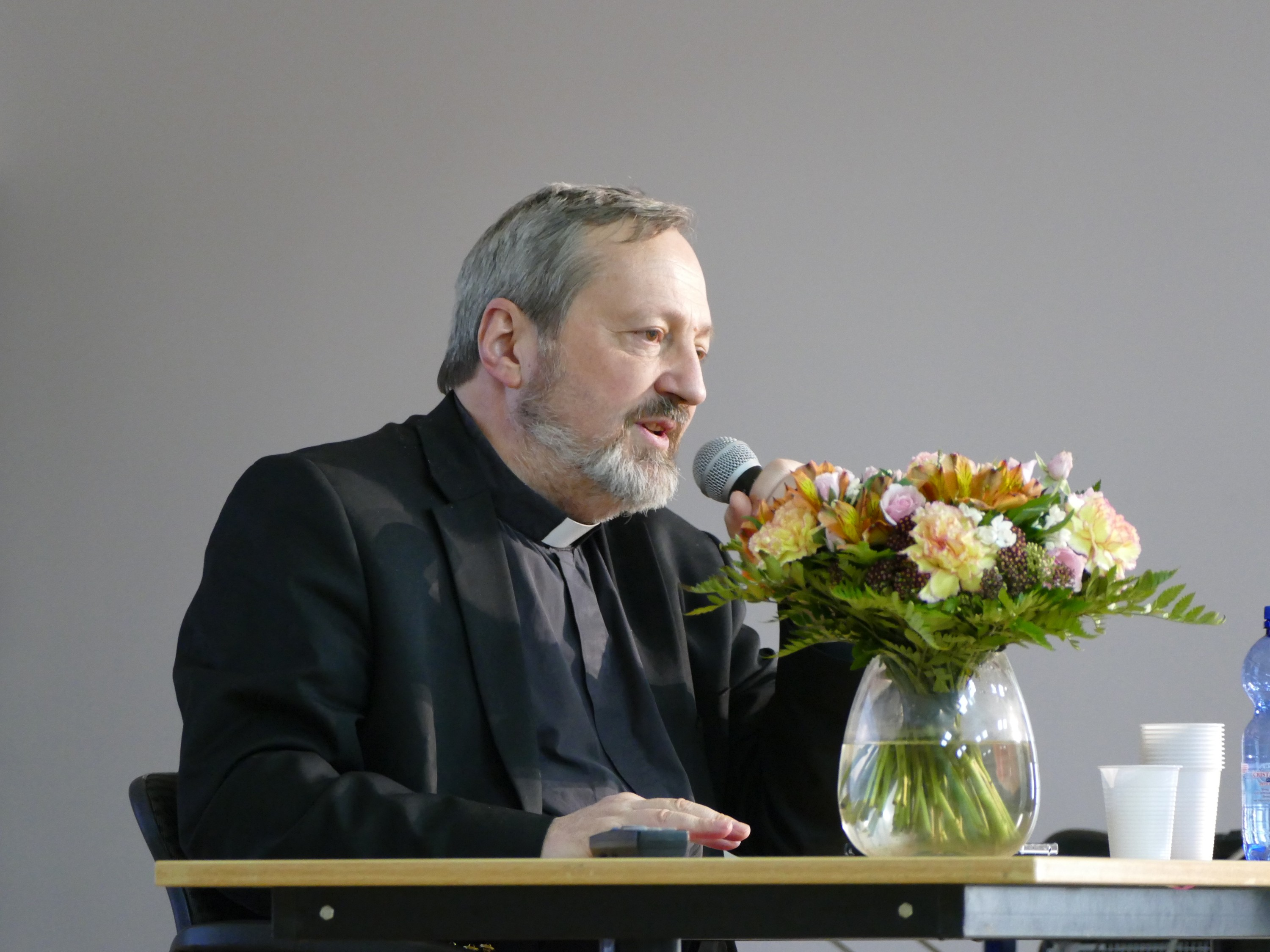
Pascal Gollnisch en 2015.

Nommé par le cardinal André Vingt-Trois vicaire général de l'ordinariat des Orientaux catholiques en France le 1er septembre 2014, renouvelé dans sa charge en 2018 par Michel Aupetit, Pascal Gollnisch sert ainsi doublement la devise de l'Œuvre : « Les chrétiens de France au service des chrétiens d'Orient ».
L'Œuvre se concentre sur quatre missions :
- éducation : crèches, écoles, orphelinats, maison d'accueil, formation des femmes ;
- soins et aide sociale : dispensaires, hôpitaux, maisons de personnes âgées et de personnes handicapées, aide sociale ;
- action auprès des communautés : formation des prêtres et des catéchistes, bibliothèques, salles pastorales ;
- culture et patrimoine : actions en faveur du patrimoine du christianisme oriental en le protégeant sur place et en le faisant connaitre en France.

L'Œuvre d'Orient finance également des projets promouvant le vivre-ensemble et la coexistence entre communautés, tels que la Radio Al-Salam au Kurdistan Irakien.
Depuis quelques années, l'Œuvre encourage également des projets de développement menés par les communautés locales. Son action s'inscrit dans le long terme, ce qui en fait sa spécificité. Mais elle intervient également dans l'urgence, en cas de guerre, de conflit ou de catastrophe naturelle.
Selon son directeur, l'Œuvre a distribué un total de plus 17 millions d'euros aux chrétiens d'Orient en 2017, et pour l'exercice 2020, plus de 18 millions d'euros,.

### Lieux d'intervention
- Liban
- Turquie
- Arménie
- Israël
- Syrie
- Irak
- Iran
- Jordanie
- Égypte
- Éthiopie
- Russie
- Inde[21]

### Le pôle jeunes
L’Œuvre d’Orient envoie des volontaires en mission pour aider concrètement les communautés chrétiennes d’Orient dans leur action. Elle prolonge ainsi son soutien financier historique et l’amitié qu’elle entretient avec ces communautés depuis plus de 160 ans. Les volontaires répondent à des besoins exprimés par les partenaires locaux : paroisses, communautés religieuses orientales et latines, association. Ces missions rejoignent les domaines d’action de l’Œuvre d’Orient :
- éducation et enseignement – crèches, écoles primaires et secondaires, centres professionnels,
- action sociale auprès de jeunes enfants, de personnes âgées ou porteuses de handicap, de personnes réfugiées,
- aide ponctuelle répondant aux besoins d’une communauté dans un domaine spécifique : conduite de travaux, communication, soutien administratif…

L’Œuvre d’Orient n’étant pas directement opérateur sur place, ces missions ne sont pas assimilables à des missions humanitaires d’urgence.

### Cours sur les chrétiens d'Orient
Le collège des Bernardins, en partenariat avec l'Œuvre d'Orient, propose un cycle de deux ans portant sur les chrétiens d'Orient dans le monde arabe (Liban, Syrie, Jordanie, Terre Sainte, Iraq et Égypte) et leurs Églises, et s'étendant sur quatre semestres.
En 2018-2019 est étudiée la présence contemporaine des chrétiens dans le Proche-Orient arabe sous l'angle de la théologie, de la spiritualité et de la liturgie. Les cours d'histoire et de géopolitique seront proposés l'année suivante. Ces cours sont dispensés par Antoine Fleyfel, professeur de théologie et de philosophie à l'université catholique de Lille, responsable des relations académiques de l'Œuvre d'Orient.
En juillet 2020, l'Œuvre d'Orient soutient activement la création de l'Institut Chrétiens d'Orient (ICO), fondé par Antoine Fleyfel. Cet institut se veut être « un lieu de transmission du savoir sur les chrétiens d’Orient », et a pour projet d'étudier les communautés chrétiennes orientales sous différents angles : sociologie, théologie, géopolitique… L'ICO ouvre ses portes pour sa première rentrée en septembre 2020.

## Communication extérieure

### Revues
Depuis 1857, Œuvre d'Orient est le bulletin trimestriel de L’Œuvre d’Orient.
Depuis 2013, Perspectives & réflexions est une publication annuelle de L’Œuvre d’Orient destinée à ceux qui souhaitent approfondir leurs connaissances des chrétiens d’Orient sous l’angle de l’histoire, de la géopolitique, de la théologie et de la pensée. Selon son rédacteur en chef, Antoine Fleyfel, « cette revue vient combler un vide dans le contexte français où nulle revue universitaire ne se consacre entièrement aux problématiques relatives aux chrétiens d’Orient ».

### Expositions
L'Œuvre d'Orient a été partenaire de deux expositions sous le haut patronage de l'Organisation des Nations unies pour l'éducation, la science et la culture sur le thème du patrimoine en Orient :
- à la Cité de l'architecture et du patrimoine pour le « Krak des Chevaliers, Chroniques d'un rêve de pierre » du 14 septembre 2018 au 14 janvier 2019[24] ;
- à l'Institut du monde arabe, « Cités millénaires. Voyage virtuel de Palmyre à Mossoul » du 10 octobre 2018 au 10 février 2019[25].

### Colloques
- Conférences et colloques - Les clés du Moyen-Orient. Intervention de Daniel Rondeau prononcée dans le cadre du colloque organisé au château de Chambord le 26 juin 2019 par l’UNESCO, l’université des Nations unies et le domaine national de Chambord, sur le thème de la reconstruction de Mossoul[26].
- L’ancien premier ministre François Fillon participe, le 12 décembre 2019, à un colloque au Sénat pour promouvoir la « diversité culturelle et religieuse » au Moyen-Orient. Si la cause des chrétiens d’Orient est moins visible aujourd’hui, elle rassemble désormais une partie de la classe politique, au-delà des clivages[27].
- Le 5e colloque « Enseignement catholique et francophonie » organisé par L’Œuvre d’Orient se tient au Collège de La Salle au Caire[28]. Il s'est tenu du 6 au 7 février 2025, cet événement a réuni 350 acteurs de l’éducation issus de toute la région du Moyen-Orient pour réfléchir à la question cruciale de la transmission des valeurs de paix, de résilience[29] et d’espérance à la jeunesse dans une région confrontée à de nombreuses épreuves[30].

### Prix littéraire
Son objectif est de récompenser un ouvrage portant un regard positif sur les chrétiens d’Orient.

#### 2012
Premier Prix littéraire de L’Œuvre d’Orient.
- Basile Georges Casmoussa, Joseph Alichoran et Luc Balbont, Jusqu’au Bout, Bruyères-le-Châtel, éd. Nouvelle Cité, 2011, 189 p. (ISBN 978-2-85313-673-0)[OO 15].

Mention spéciale :
- Méropi Ansastassiadou-Dumont et Paul Dumont, Les grecs d’Istanbul et le patriarcat œcuménique au seuil du XXIe siècle, Les éditions du Cerf, 2011, 311 p. (ISBN 978-2-2040-9324-8)[31].

#### 2013
Grand public :
- Bernard Heyberger (en), Les Chrétiens au Proche-Orient. De la compassion à la compréhension, Payot, 2013, 160 p. (ISBN 978-2-2289-0883-2)[32].

Prix spécial du jury :
- Laure Guirguis, Les Coptes d'Égypte. Violences communautaires et transformations politiques (2005-2012), Karthala, 2012, 312 p. (ISBN 978-2-8111-0745-1)[33].

#### 2014
Grand public :
- Nathalie Duplan et Valérie Raulin, Le camp oublié de Dbayeh : Palestiniens chrétiens, réfugiés à perpétuité, Magnanville, éd Le Passeur, 2013, 236 p. (ISBN 978-2-36890-011-6).

Prix spécial du jury :
- Anna Poujeau, Des Monastères en Partage, Sainteté et pouvoir chez les chrétiens de Syrie, Nanterre, éd. Société d'ethnologieGaétan du Roy, « Anna Poujeau, Des monastères en partage. Sainteté et pouvoir chez les chrétiens de Syrie », Lectures En ligne, Les comptes rendus, 2014, mis en ligne le 20 septembre 2014, consulté le 04 juin 2019., coll. « Maghreb et Mashreq », 2014, 279 p. (ISBN 978-2-36519-007-7, lire en ligne).

#### 2015
Grand public :
- Louis Raphaël Ier Sako, entretiens avec Laurence Desjoyaux, NE NOUS OUBLIEZ PAS ! – Le SOS du patriarche des chrétiens d’Irak, Montrouge, éd. Bayard, 2015, 155 p. (ISBN 978-2-227-48798-7).

Prix académique :
- Florence Hellot-Bellier, CHRONIQUES DE MASSACRES ANNONCÉS- les Assyro-Chaldéens d'Iran et du Hakkari face aux ambitions des empires, 1896-1920., Paris, éd Geuthner, coll. « Cahiers d'études syriaques », 2014, 697 p. (ISBN 978-2-7053-3901-2).

#### 2016
Grand public :
- Falk van Gaver et Kassam Maaddi, Taybeh, dernier village chrétien de Palestine, Monaco, LE ROCHER EDITIONS, coll. « DOCUMENTS », 2015, 189 p. (ISBN 978-2-268-07642-3).

Prix académique :
- Joseph Yacoub et Claire Yacoub, Oubliés de tous : Les assyro-chaldéens du Caucase., Paris, CERF EDITIONS, coll. « HISTOIRE », 2015, 316 p. (ISBN 978-2-204-10044-1).

#### 2017
Grand prix :
- Vera Baboun, écrit avec Philippe Démente, Pour l'amour de Bethléem : ma ville emmurée, Montrouge, éditions Bayard, 2016, 189 p. (ISBN 978-2-227-48936-3).

Prix académique :
- Mouchir Basile Aoun, Le christ arabe : pour une théologie chrétienne arabe de la convivialité, Paris, éditions du Cerf, 2016, 390 p. (ISBN 978-2-204-11473-8).

#### 2018
Grand prix :
- Emmanuel Pataq Siman, Itinéraire d'un chrétien d'orient citoyen de Mésopotamie, Paris, Éditions L'Harmattan, coll. « Pensée religieuse et philosophique », 2018, 189 p. (ISBN 978-2-343-14163-3).

Prix académique :
- Hiéromoine Élisée, Le monachisme d'orient. Figures, doctrines, lieux, histoire, Paris, Cerf, coll. « Images », 2017, 393 p. (ISBN 978-2-204-08148-1).

#### 2019
Grand prix :
- Jacques Mourad et Amaury Guilhem, Un moine en otage : le combat pour la paix d'un prisonnier des djihadistes, Paris/58-Clamecy, Éd. de l’Emmanuel, 2018, 217 p. (ISBN 978-2-35389-686-8)

Prix académique :
- Lidiya Houbytch et Svitlana Hourkina, traduit de l’ukrainien par : Justine Horetska (trad. de l'ukrainien), Persécutés pour la vérité : les gréco-catholiques ukrainiens derrière le rideau de fer, Lviv/Diemeringen/impr. en Ukraine, Éd. de l’Université Catholique d’Ukraine, 2018, 189 p. (ISBN 978-617-7637-04-1).

#### 2020
Hélène Carrère d'Encausse,,, secrétaire perpétuel de l’Académie Française, en visite de courtoisie à L’Œuvre pour présider le jury du Prix littéraire de L’Œuvre d’Orient.
Prix littéraire de L’Œuvre d’Orient :
- Pierre Klein, La pérégrination vers l’Occident, De Pékin à Paris, le voyage de deux moines nestoriens au temps de Marco Polo. Figures, lieux, histoire, Éd. Olizane, coll. « Objectif Terre », 5 mars 2020, 347 p. (ISBN 978-2-88086-492-7, lire en ligne).

Prix spécial du jury :
- Tigrane Yegavian, Minorités d’Orient, les oubliés de l’Histoire. Géopolitique, Culture, Religion, chrétiens, dhimmi, islam, minorités, Orient, Monaco/58-Clamecy, Éd. du Rocher, 23 octobre 2019, 226 p. (ISBN 978-2-268-10276-4).

#### 2021
Hélène Carrère d'Encausse a présidé le jury du Prix littéraire de L’Œuvre d’Orient.
Prix littéraire de L’Œuvre d’Orient :
- Khalil Karam et Charbel Matta, La Mission Jésuite de Ghazir, 1843-1965. Le retour de la Compagnie de Jésus au Liban, Éd. PUSJ, Presses de L’Université Saint-Joseph, 21 novembre 2019, 152 p. (ISBN 978-614-8019-53-1)[37],[38],[39].

Prix spécial du jury :
- Manoël Pénicaud, Louis Massignon, Le « catholique musulman », Paris, Éd. Bayard, 19 février 2020, 430 p. (ISBN 978-2-227-48939-4)[40],[41]. Ce surnom a été donné à l’islamologue catholique par le pape Pie XI, lors d’une audience privée en 1934.

#### 2022
Hélène Carrère d'Encausse a présidé le jury du Prix littéraire de L’Œuvre d’Orient. Composé de Daniel Rondeau, Christian Cannuyer, Geneviève Delrue, Antoine Fleyfel, Anne-Bénédicte Hoffner, Christian Lochon, Marine de Tilly, Thomas Wallut, le jury a désigné les lauréats de la 11e édition.
Grand Prix :
- Michel Petrossian, Chant d’Artsakh, Édition de L’Aire, 1er septembre 2021, 172 p. (ISBN 978-2-88956-215-2)[44].

Prix spécial du jury :
- Jacques Mercier, L’Art de L’Ethiopie, des origines au siècle d’or, Paris, Éditions place des Victoires, 9 décembre 2021, 334 p., 27cm x 32cm (ISBN 2809919062, EAN 978-2809919066)[45].

#### 2023
Hélène Carrère d'Encausse, secrétaire perpétuel de l’Académie Française a présidé le mardi 9 mai 2023 le jury du Prix littéraire de L’Œuvre d’Orient. Composé de Christian Chesnot, Jean-François Colosimo, Antoine Fleyfel, Anne-Bénédicte Hoffner, Daniel Rondeau, Christian Lochon, Marine de Tilly, Thomas Wallut, le jury a désigné les lauréats de la 12e édition.
Grand Prix :
- Joachim Bouflet, Mariam, une sainte arabe pour le monde, Éditions du Cerf, 19 mai 2022, 522 p., 15.5cm x 2.7cm x24 cm (ISBN 978-2-20414-592-3).

Prix spécial du jury :
- Raphaëlle Ziadé (ill. 600 illustrations couleur), L'ART DES CHRÉTIENS D'ORIENT DE L’EUPHRATE AU NIL, Paris, Citadelles & Mazenod, coll. « Art Et Grandes Civilisations », 2 novembre 2022, 592 p., 26cm x 5.7cm x 33cm (ISBN 978-2-85088-884-7).